# Марк Таут
Марк Джон Таут (англ. Mark John Tout, 24 червня 1961, Хітчін, Хартфордшир) — британський бобслеїст, пілот боба. Брав участь у чотирьох зимових Олімпійських іграх у 1984, 1988, 1994 та 1998 роках. Найуспішнішими для нього стали Олімпійські ігри 1994 року, де його четвірка фінішувала п'ятою.

## Допінговий скандал
У 1997 році, під час допінг-тесту, в крові Марка Таута знайшли заборонений у спорті препарат станозолол, в результаті чого спортсмен отримав довічну дискваліфікацію, але через деякий час довічний термін змінили на чотирьохрічне відсторонення спортсмена від спорту.